# آدولفو لئونی
آدولفو لئونی (ایتالیایی: Adolfo Leoni; ۱۳ ژانویهٔ ۱۹۱۷ – ۱۹ اکتبر ۱۹۷۰) دوچرخه‌سوار اهل ایتالیا بود.
وی در مسابقات کشوری و بین‌المللی در مجموع برندهٔ ۱ مدال طلا شده‌است.